# Verhnea Manuilivka, Kozelșciîna
Verhnea Manuilivka (în ucraineană Верхня Мануйлівка) este localitatea de reședință a comunei Verhnea Manuilivka din raionul Kozelșciîna, regiunea Poltava, Ucraina.

## Demografie
Componența lingvistică a localității Verhnea Manuilivka
     Ucraineană (96,93%)
     Rusă (2,73%)
     Alte limbi (0,34%)
Conform recensământului din 2001, majoritatea populației localității Verhnea Manuilivka era vorbitoare de ucraineană (96,93%), existând în minoritate și vorbitori de rusă (2,73%).